# Hadrodactylus femoralis
Hadrodactylus femoralis är en stekelart som först beskrevs av August Holmgren 1857.  Hadrodactylus femoralis ingår i släktet Hadrodactylus och familjen brokparasitsteklar. Arten är reproducerande i Sverige. Inga underarter finns listade i Catalogue of Life.